# Ulica Handlowa w Warszawie

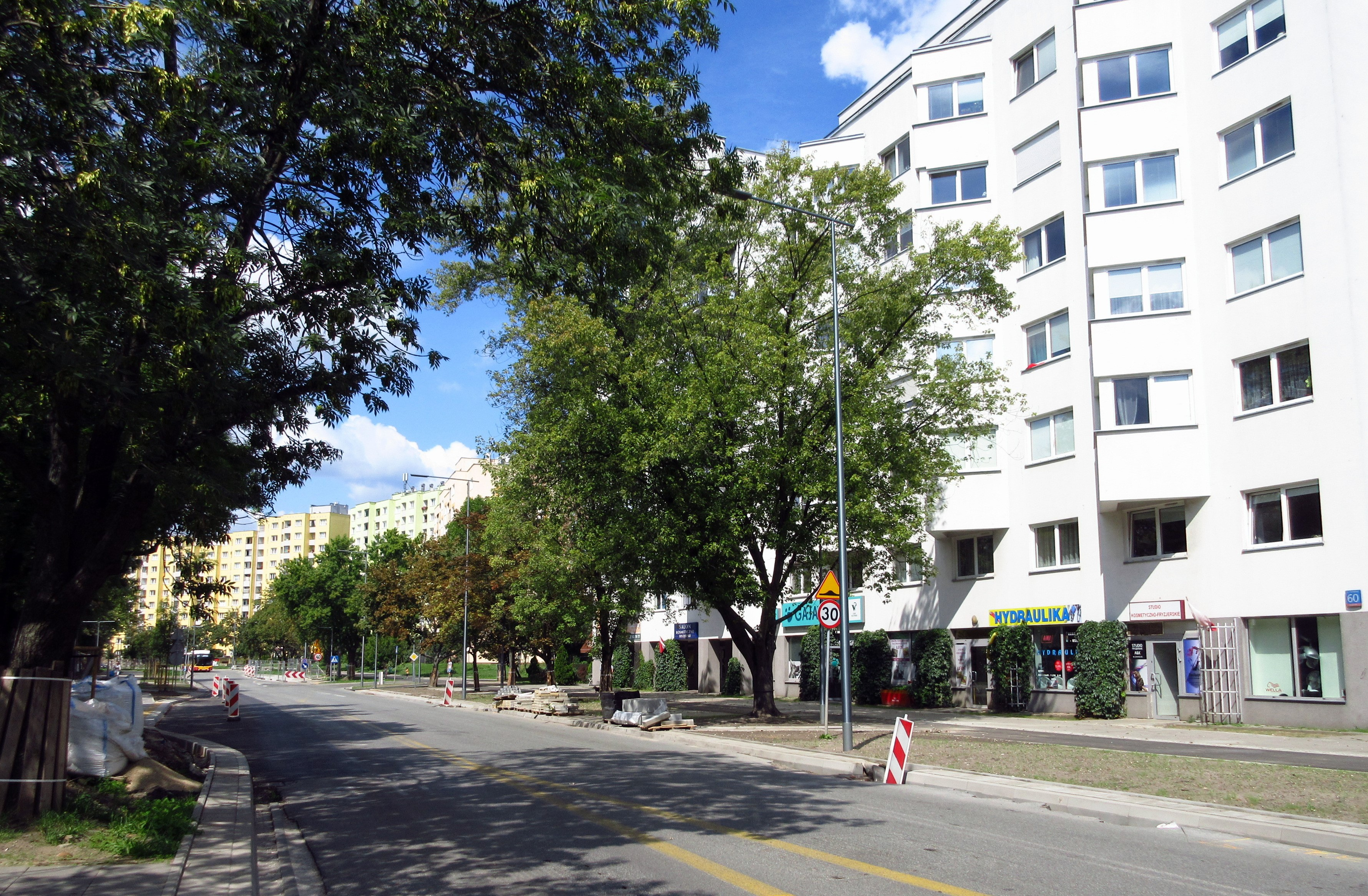
Ulica Handlowa w stronę Lusińskiej, widok od strony parku im. Stefana Wiecheckiego „Wiecha”

Ulica Handlowa – ulica w dzielnicy Targówek w Warszawie, biegnąca od zbiegu ulic Myszkowskiej i Gorzykowskiej do skrzyżowania ulic Kołowej i Michała Ossowskiego. Stanowi część dzielnicowej obwodnicy.

## Historia
Pierwotnie była to droga gruntowa prowadząca przez Dobra Ziemskie Targówek od Szosy Radzymińskiej do Drogi Lampego (ul. Pratulińska). Przed przyłączeniem Targówka do Warszawy w rejonie dzisiejszej ulicy Handlowej istniały już rozparcelowane kolonie m.in. Orchanówek należący do Małki i Suchera Orchoniów (nr 3). W kolejnych osadach egzystowały nieprzerwanie do 1939 roku prywatne przedsiębiorstwa: fabryka masy smołowcowej "Gudronit" Władysława Ciszewskiego (nr 5, potem 9) oraz tuczarnia gęsi "Poldrób" należąca do rodziny Gothelfów (nr 8, potem 26/32). Nieparzystą stronę arterii w kierunku Pratulińskiej przed I Wojną Światową zajmował prywatny park z wesołym miasteczkiem zwany od imienia właściciela Ogrodami Lampego.
Obecna nazwa ulicy pojawia się po raz pierwszy na planie Warszawy w 1919 roku.
W okresie międzywojennym postępowała zabudowa ulicy w stronę Pratulińskiej. W 1930 roku na Handlowej było 14 posesji, w 1939 roku 25. Zabudowana była przede wszystkim parzysta strona ulicy. Arteria została wybrukowana oraz podłączona do sieci gazowej i wodociągowej po 1936 roku, kiedy u zbiegu z ulicą Stojanowską wystawiono gmach szkoły powszechnej. W czasie walk we wrześniu 1939 roku zniszczeniu uległa zabudowa w pobliżu ulicy Radzymińskiej. Po II wojnie światowej powstały tam warsztaty naprawcze kolejki mareckiej a także targowisko. W 1977 roku, w związku z budową nowych osiedli mieszkaniowych na Targówku, zmieniły się: przebieg i charakter arterii. Najstarszy odcinek ulicy od Radzymińskiej do Szczepanika stał się bezimienną, ślepą uliczką (od 2016 roku nosi nazwę Fragment), pozostałą część wkomponowano w obwodnicę dzielnicy, przedłużając jednocześnie bieg Handlowej w stronę ulic: Gorzykowskiej i Kołowej.
Pomiędzy ulicami Szczepanika i Mokrą zachowała się niemal kompletnie zabudowa z okresu międzywojennego. Nieparzystą stronę ulicy zajęły kolejno: boisko Szkoły Podstawowej nr 114, park im. Stefana Wiecheckiego „Wiecha” oraz boisko klubu sportowego.